# Tim Marsman
Tim Marsman (* 4. Oktober 2000 in Hattem) ist ein niederländischer Radrennfahrer.

## Sportlicher Werdegang
Als Junior fuhr Tim Marsman in den Jahren 2017 und 2018 für das Forte U19 Cycling Team. Im Jahr 2018 gewann er den Omloop van Borsele, ehe er Dritter im Einzelzeitfahren der niederländischen Junioren-Meisterschaften wurde. 
Mit dem Wechsel in die U23 wurde Marsman Mitglied im niederländischen Metec-TKH Continental Cyclingteam. Nachdem er die ersten drei Jahre ohne nennenswerte Ergebnisse geblieben war, gewann er im Jahr 2022 eine Etappe der Tour de Normandie und zeigte vermehrt mit guten Gesamträngen bei kleineren Rundfahrten auf. So belegte er unter anderem den zweiten Gesamtrang bei der Flanders Tomorrow Tour und wurde Dritter der Okolo Jižních Čech. Weiters holte er mit der niederländischen U23-Mixed-Staffel die Bronzemedaille bei den Europameisterschaften von Anadia. In der Saison 2023 gewann Marsman die erste Etappe der Tour du Loir-et-Cher und verteidigte die Führung bis zum Ziel, um sich damit den ersten Sieg bei einer Rundfahrt zu sichern.
Zur Saison 2025 wechselte Marsman nach sechs Jahren die Mannschaft und wurde Mitglied im VolkerWessels Cyclingteam. Für das niederländische UCI Continental Team gewann er das Auftaktzeitfahren der Olympia’s Tour, die er auf dem vierten Gesamtrang beendete.

## Erfolge
2018
- Omloop van Borsele (Junioren)
- Niederländische Meisterschaft (Junioren) – Einzelzeitfahren

2022
- U23-Europameisterschaften – Mixed Staffel (mit Lars Boven, Mischa Bredewold und Femke Gerritse)
- eine Etappe Tour de Normandie

2023
- Gesamtwertung und eine Etappe Tour du Loir-et-Cher

2025
- eine Etappe Olympia’s Tour